# Historia kobiet
Historia kobiet – dyscyplina historii zajmująca się rolą, jaką kobiety odgrywały w dziejach ludzkości, oraz metodami naukowymi stosowanymi do studiowania roli i statusu kobiet.
Elementami tej dyscypliny są studia nad historią uzyskiwania i tracenia praw przez kobiety, badania nad historycznym znaczeniem poszczególnych kobiet i wpływu, jaki wydarzenia historyczne wywierały na kobiety. Nieodłącznym składnikiem studiów historii kobiet jest przekonanie, że bardziej tradycyjne ujęcia historii ludzkości umniejszają lub ignorują wkład kobiet w historię oraz wpływ jaki wydarzenia historyczne wywierały na kobiety. W tym kontekście historia kobiet często jest formą rewizjonizmu historycznego, którego celem jest podważanie i poszerzanie tradycyjnie przyjętych historycznych ujęć danych postaci, procesów i wydarzeń.
Główne ośrodki badawcze znajdują się w Stanach Zjednoczonych i Wielkiej Brytanii, gdzie pionierkami historii kobiet były historyczki drugiej fali feminizmu. Jako aktywistki na rzecz praw kobiet, dyskutujące i analizujące dyskryminację kobiet, uznały za priorytet zdobycie wiedzy o życiu ich przodkiń, lecz znalazły bardzo mało publikacji historycznych na ten temat. Według nich historia była pisana głównie przez mężczyzn i opisywała głównie aktywność mężczyzn w sferze publicznej – ich udział w wojnach, polityce, dyplomacji i administracji. Kobiety były zwykle wykluczane, a gdy jednak były wspominane, to zazwyczaj portretowano je w rolach zgodnych ze stereotypami płciowymi: jako córki, matki, żony i kochanki.

## Prehistoria
W społecznościach zbieracko-łowieckich okresu paleolitu zdobywaniem pożywienia zajmowali się zarówno mężczyźni, jak i kobiety; aktywnością kobiecą było co do zasady zbieractwo, choć najprawdopodobniej kobiety (zwłaszcza młode) uczestniczyły również w polowaniach. Dopiero rewolucja neolityczna spowodowała ograniczenie roli kobiet i ugruntowanie się patriarchatu.

## Rodzime kultury Ameryki

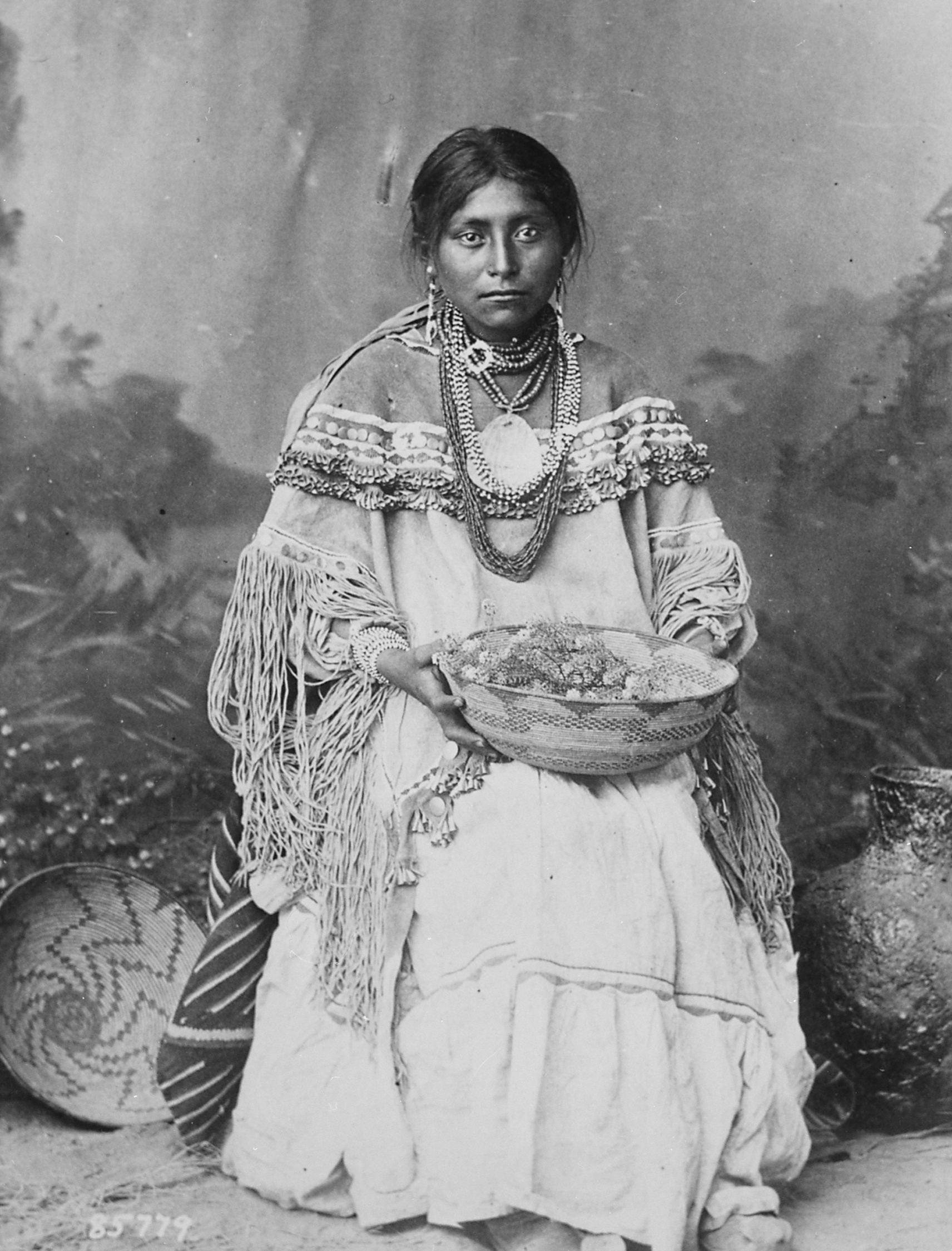
Kobieta z plemienia Apaczów

W wielu społeczeństwach o organizacji plemiennej, o horyzontalnej, nieznacznie ustratyfikowanej strukturze społecznej często mamy do czynienia z bardzo dobrą pozycją kobiety.
Taki stan stwierdzono wśród Indian Ameryki Północnej. Znane są przypadki plemion, w których wodzami (sachemami) były kobiety (np. lud Wampanoag – słynnymi ich wodzami były Awashonk i Wetamoo). Wśród Irokezów sachemem był mężczyzna, ale władzę polityczną faktycznie miały jedynie kobiety, tworzyły one bowiem tzw. Radę Kobiet, która podejmowała decyzje i wybierała tegoż wodza (mężczyźni nie mieli prawa głosu). Mężczyzna w wielu plemionach Indian wprowadzał się do domu kobiety, która mogła często uzyskać rozwód po prostu wystawiając jego koc i sprzęt bojowy i myśliwski za drzwi. Taki układ nie był jednak odwróconą formą patriarchatu, lecz systemem egalitarnym, gdyż kobiety nie miały tego rodzaju władzy nad mężczyznami, po prostu podziały przebiegały inaczej, znacznie bardziej egalitarnie. Kultura Apaczów Jicarilla z kolei opierała się na bardzo silnej rywalizacji między płciami. W okresie pionierskiej kolonizacji wschodniego wybrzeża Ameryki Północnej zdarzały się nawet nierzadko przypadki ucieczek kobiet osadników do Indian, którzy je lepiej traktowali.

## Rodzime kultury Afryki
Powyższe nie dotyczy wszystkich społeczeństw plemiennych, np. w Afryce z reguły mamy do czynienia z wyraźną męską dominacją. Jest to także zróżnicowane. Plemiona Masajów dla przykładu opierają się w pewnym stopniu na męskiej dominacji, ale znacznie większą rolę jako wyznacznik pozycji społecznej odgrywa w nich zasada starszeństwa, tak więc starsza kobieta ma pozycję dominującą nad młodym mężczyzną.
Są jednak społeczeństwa plemienne, w których kobiety są bardzo, a nawet całkowicie zdominowane przez mężczyzn – do takich należy algierskie plemię Kabylów. Kwestia ta zależy bowiem od różnorodnych czynników. W tym konkretnym przypadku znaczenie ma wyznawany przez to społeczeństwo islam.

## Chiny

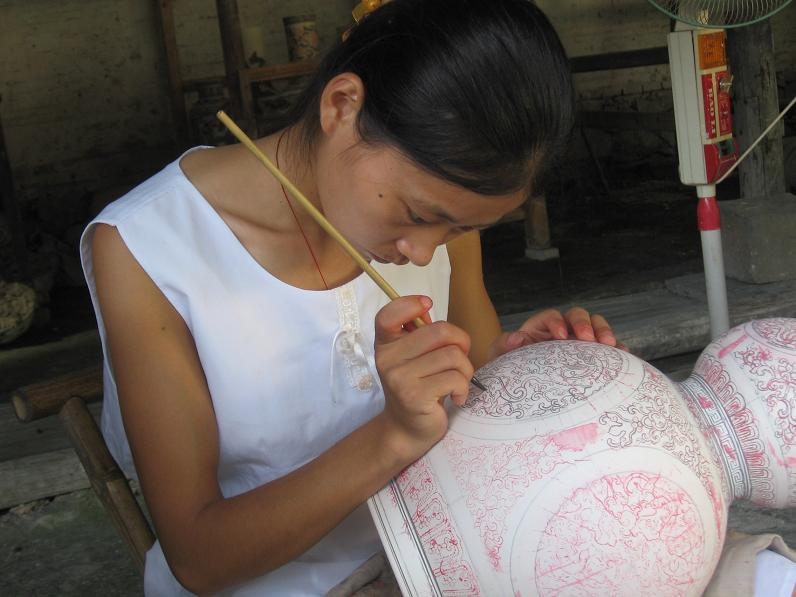
Tradycyjny wyrób porcelany w Chinach

Dziewczyna chińska całą młodość spędzała w kobiecej części ojcowskiego domu, odseparowana od mężczyzn, a gdy osiągnęła odpowiedni wiek, jak najszybciej starano się wydać ją za mąż.
W rodzinie ukształtowanej według konfucjańskich zasad kobieta od dziecka podlegała dyskryminacji, zajmowała nierównoprawną, podrzędną pozycję. Od wczesnych lat matka przygotowywała ją do zamążpójścia, wpajając zasady dobrych manier i posłuszeństwa wobec męża i starszych.
Idealna chińska małżonka nie musiała być szczególnie inteligentna, mądra czy ładna. Ważne, aby była „uprzejma, łagodna, spokojna, czysta i staranna”. Psychika kobiet chińskich była tak ukształtowana, że one same uważały, iż są przeznaczone przede wszystkim do dźwigania ciężarów życia domowego i posłuszeństwa mężczyźnie. Ich mentalność wyrażała się w przysłowiu głoszącym, że „cnotą każdej kobiety jest nie być zbyt inteligentną” (w istocie przez pierwsze tysiąc lat naszej ery znakomita większość nawet wysoko urodzonych dam w Chinach nie posiadała umiejętności czytania i pisania). Zachowanie mężczyzn w pełni utwierdzało ją w tym przeświadczeniu, kształtując typ pokornej, służebnej i odpornej na trudy życia córki, żony i matki.
W Chinach uważano, że powabu dodają kobietom płaskie piersi i bardzo małe stopy. Zwyczaj bandażowania stóp siedmioletnich dziewcząt w celu powstrzymania wzrostu stopy zapoczątkowany został ok. 970 roku n.e. na dworze cesarza Li Houzhu i szybko upowszechnił się we wszystkich warstwach. W wyniku takiego zbiegu zwężały się również łydki, a poszerzały uda. Po osiągnięciu wieku odpowiedniego do zamążpójścia dziewczęta stąpały na zniekształconych palcach, a właściwie na dużym palcu, kołysząc biodrami, co bardzo podobało się mężczyznom. Stopa była uważana za najbardziej wstydliwą część ciała kobiety. W towarzystwie nie wypadało nawet mówić o stopie kobiety, a spoglądanie na nogi kobiet traktowane było jako zachowanie skandaliczne. Rozczarowanie narzeczonego wielkością stopy narzeczonej stanowiło wystarczający powód do anulowania obietnicy małżeństwa. Cesarz Kangxi usiłował wykorzenić ten obyczaj, ale bez powodzenia. Zniknął dopiero wraz z cesarstwem i całym konfucjańskim systemem. Mimo silnych wpływów zachodnich jeszcze w II połowie XX wieku organizowano w Chinach konkursy piękności stopy. Były to równocześnie jarmarki małżeńskie, bowiem liczne piękności liczyły na to, że – ze względu na małą stopę – znajdą dobrych kandydatów na małżonków. Feministki uważają, że ukrytym celem tych praktyk, było też zwiększenie przewagi mężczyzny nad kobietą, której samodzielność w wielu aspektach życia ulegała w ten sposób znacznemu obniżeniu.
Małżonka w domu teścia musiała całkowicie podporządkować się woli teściowej, z całym poświęceniem obsługiwać rodziców męża, wykonywać różne domowe prace na równi ze służącymi. Dopiero po urodzeniu syna jej pozycja w rodzinie ulegała poprawie. Jeżeli w ciągu kilku lat nie urodziła syna, mąż brał z całym rytualnym ceremoniałem drugą żonę lub nałożnicę. Sytuacja drugiej żony była jeszcze gorsza niż pierwszej. Podlegała ona nie tylko władzy teściowej, lecz również pierwszej żony i musiała wykonywać najcięższe kobiece prace. Najbardziej wykorzystywane były nałożnice, pochodzące przeważnie z rodzin biedaków. Traktowano je jako półniewolnice, pozbawione wszelkich praw. Tylko urodzenie syna mogło poprawić ich los.
Rola żony sprowadzała się do funkcji matki i gospodyni. Każda z żon miała sobie przypisane miejsce w damskiej gromadzie i swoje codzienne obowiązki. Wolne chwile spędzała najczęściej przed lustrem, trefiąc włosy i malując twarz. Swego „pana i władcę”, małżonka widywała z zasady tylko przy posiłkach i w łóżku. Rzadko też mąż zaszczycał ją rozmową, i jeśli już to o sprawach domowych. Konfucjusz bardzo surowo odnosił się do kobiet próbujących mieszać się w sprawy męża, nie mówiąc już o sprawach publicznych.
Konfucjusz ustanowił różne zasady moralne dla mężczyzny i kobiety. Kobiecie nakazał czystość i obowiązek jako cnotę oraz podporządkowanie się mężczyźnie, którego przykazania te nie dotyczyły. Konfucjański paternalizm zobowiązywał kobietę do wierności seksualnej mężowi. W praktyce małżonki traktowały takie nakazy dość swobodnie i często wdawały się w pozamałżeńskie afery. Jeśli jednak mąż schwytał żonę z kochankiem, mógł go zabić lub też kochanek dawał okup, a mąż albo darował żonie winę, albo sprzedawał ją do domu publicznego. Czasem wiązano kochanka z wiarołomną żoną i topiono (po osądzeniu ich przez starszyznę wsi).
W dawnych Chinach kreślić i czytać chińskie ideogramy potrafiły wyłącznie te kobiety, co miały na tyle silną wolę i sposobność, żeby samej się nauczyć, oraz eleganckie kurtyzany, które tego typu wiedzę traktowały jak nieodłączną część swojego zawodu. Chińskie kurtyzany chętnie i szybko nabierały umiejętności i obycia, jakie nie dane były żonom. Z kurtyzaną rozmawiano inaczej niż z małżonką, nie pomijając polityki, biznesu, filozofii i literatury. Edukacja w tych dziedzinach dla dobrze urodzonych panien stała się dostępna dopiero niedługo przed rokiem 1000.
Od XX wieku władze Chin dążyły do poprawy położenia kobiet. Udało się wiele zrobić, ale nierówność płci jest tak głęboko wpisana w strukturę chińskiej kultury, że pojawiły się w zamian nowe problemy (zob. też małżeństwo w Chinach).
Na chińskiej wsi dziecko płci męskiej jest o wiele bardziej oczekiwane przez rodziny (ponieważ dziewczynka nie może przejąć dzierżawy ziemi po rodzicach). Odkąd Chiny prowadzą politykę kontroli urodzin i posiadanie większej ilości dzieci jest zakazane, płody płci żeńskiej są częściej poddawane aborcji, zdarzają się nawet zabójstwa noworodków-dziewczynek. Powoduje to nierównowagę demograficzną pomiędzy kobietami a mężczyznami najmłodszych pokoleń Chińczyków, co może za sobą w przyszłości pociągnąć istotne problemy społeczne.

## Indie

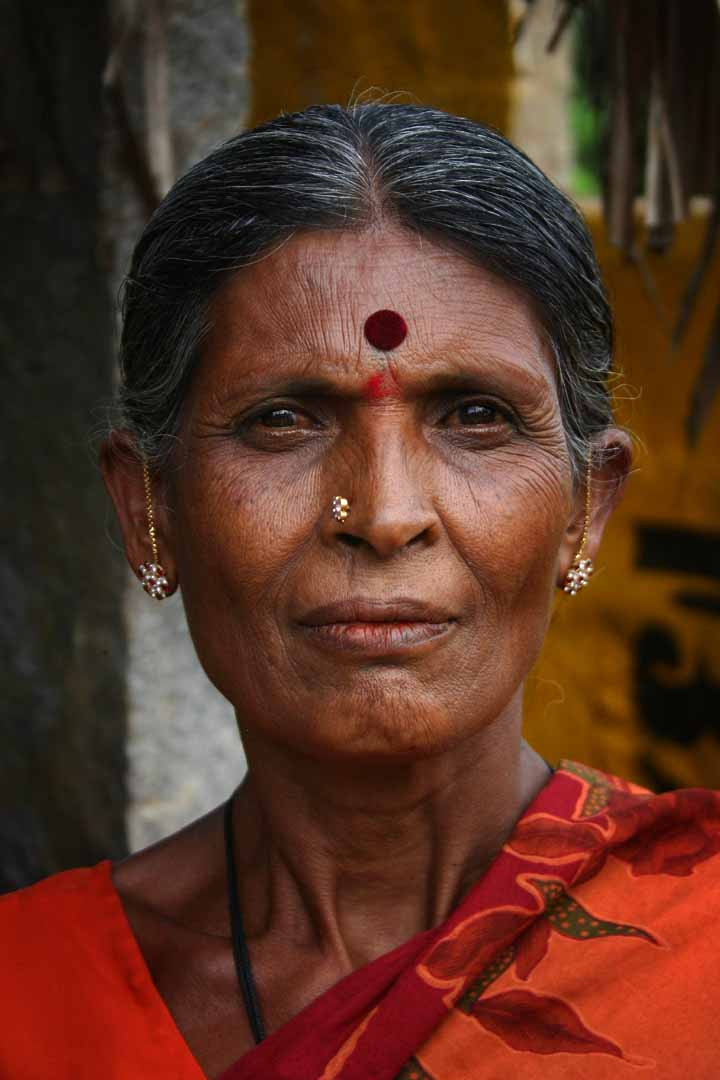
Hinduska z bindi

Tradycyjne zasady indyjskie wymagały, by kobiety zachowywały się skromnie, żyły w cieniu swoich mężów, wychodząc na widok publiczny owijały się szalem, a twarz osłaniały woalką. Pisma prawodawców wyraźnie określały zależność kobiet od mężczyzn, najpierw od ojca, później od męża i syna. Do męża żona zwracała się „panie”, „władco”, a nawet nazywała go czasem swoim bogiem. W miejscach publicznych szła z nim z tyłu, w pewnej odległości. Swoje oddanie winna mu okazywać w najdrobniejszych rzeczach: przygotowywać posiłki, zadowalać się jedzeniem resztek, które pozostawił mąż i synowie, a przed położeniem się do łóżka ucałować stopy małżonka.
Przekonanie o niższości kobiety utrwalały legendy religijne. Jedna z wersji stworzenia kobiety mówiła, że gdy stwórca Twashtri chciał stworzyć kobietę, spostrzegł, że dla ukształtowania mężczyzny zużył wszystkie materiały, którymi dysponował. By wybawić się z kłopotu musiał wykorzystać resztki i wybrakowane odpadki.
Godnym współczucia był los wdowy. Od najdawniejszych czasów znany był w Indiach zwyczaj palenia na stosie wraz ze zwłokami zmarłego mężczyzny jego żony, w niektórych rejonach praktykowany jeszcze w XIX wieku (zob. sati).
Jeszcze do niedawna prawie jedynymi wykształconymi kobietami w Indiach były prostytutki, podobnie jak greckie hetery w Starożytnej Grecji.
Indie należą do państw, które podjęły bardzo aktywną politykę w kierunku równouprawnienia kobiet, w tym parytetowy system ich reprezentacji we władzach lokalnych, stanowych i ogólnokrajowych, zwiększanie dostępu do edukacji itd. Obserwuje się bardzo pozytywne skutki gospodarcze i społeczne tych posunięć. Choć ze względu na niezwykle patriarchalne tradycje kraju powoduje to też istotne napięcia. Próbowano zmniejszyć liczbę tzw. łowców posagów poprzez ustalenie limitów jakie można wypłacić z tego tytułu, jednak w praktyce przepis nie działa.
Jednym z najwybitniejszych przedstawicieli ekonomii feministycznej jest indyjski ekonomista Amartya Sen, który twierdzi, że najłatwiejszym sposobem, na rozwiązanie problemu przeludnienia jest kształcenie kobiet, a najprostszą drogą wyprowadzającą biedny kraj na ścieżkę długotrwałego, dynamicznego wzrostu jest aktywna polityka równouprawnienia kobiet.

## Cywilizacja islamu

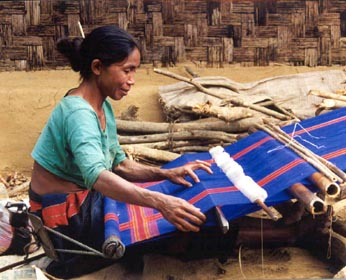
Tkaczka z Bangladeszu

W kulturze arabskiej kobieta jest zdominowana pod względem ekonomicznym i społecznym przez mężczyznę. Nauka Mahometa nieco złagodziła to podejście – choć kobieta nadal pozostała podporządkowana (w małżeństwie żona była zobowiązana do posłuszeństwa wobec męża – w razie braku posłuszeństwa mógł ją zabić) to mąż zobowiązany został do troszczenia się o kobietę. W sferze erotycznej mahometanin był zobowiązany do czułości wobec żony i zważania na jej potrzeby seksualne.
W świecie islamu mamy obecnie do czynienia z dwoma równolegle zachodzącymi, przeciwstawnymi tendencjami.
Z jednej strony państwa takie jak Tunezja i Turcja, które prowadzą aktywną politykę zmierzającą do poprawy położenia kobiet (dostęp do edukacji, pracy, prawo do decydowania o własnym małżeństwie). W tych krajach zachodzi wyraźna poprawa sytuacji.
Z drugiej strony występuje jednak powszechna tendencja do bardzo wyraźnego pogarszania się położenia kobiety w wielu krajach muzułmańskich. Afganistan jest tu jednym z przykładów sztandarowych, sytuacja faktycznie nie poprawiła się tam zauważalnie po upadku reżimu talibów, którzy pozbawili kobiety wszelkich praw publicznych. Iran jest krajem, gdzie spierają się różne prądy: położenie kobiety jest złe (np. nie ma ona prawa wejść na mecz, gdy irańska telewizja transmitowała mecz piłki nożnej między reprezentacjami USA i Iranu, robiła to z kilkuminutowym poślizgiem, by w tej zakładce czasowej usuwać ujęcia widowni, na której siedziały kobiety), ale z drugiej strony w środowiskach intelektualnych jest podejmowana wyraźna krytyka tego stanu rzeczy (np. irańskie kino bardzo odważnie podejmuje ten temat). Dyskryminacja kobiet przybiera natomiast bardzo ostrą postać w muzułmańskich krajach Afryki. Przypadek Safiyi Yakubu Hussani z Nigerii, skazanej za cudzołóstwo na ukamienowanie przez sąd szariacki, jest jednym z przejawów tej tendencji.
Tradycyjny islam przyznawał jednocześnie od wieków niektóre prawa kobietom, których były długo pozbawione w wielu krajach cywilizacji zachodniej – np. prawo do rozwodu w przypadku zdrady męża lub w przypadku jego niewydolności seksualnej.

## Kultura grecka

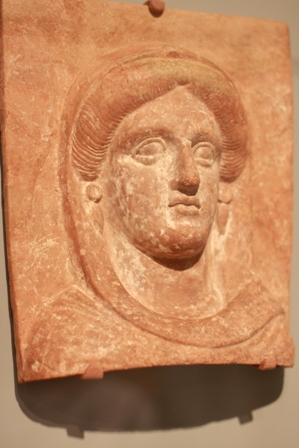
Wizerunek kobiety z czasów starożytnej Grecji

Społeczeństwo Starożytnej Grecji uchodzi za najbardziej mizoginistyczne spośród społeczeństw tej epoki. W pismach filozofów i w utworach literackich znaleźć możemy wiele wypowiedzi dyskryminujących kobiety, udowodniających ich niższość duchową i moralną w porównaniu z mężczyznami. Opinię wroga kobiet miał Eurypides, który wyraził się, że jeden mężczyzna jest więcej wart niż tysiąc kobiet. Platon uważał kobiety za niezdolne do umiłowania idei, a Arystoteles napisał, że kobieta jest „uszkodzonym, skarlałym samcem”. Z czasem mizoginia filozofów złagodniała i ci sami filozofowie, którzy potępiali kobiety, zaczęli stawać w ich obronie. Sokrates i Platon domagali się równouprawnienia kobiet, a ten ostatni żądał nawet, by nie tolerowano stosunków żonatych mężczyzn z innymi kobietami niż własne żony. Jednak nigdy nie zostało to wprowadzone w życie.
W Starożytnej Grecji od czasów opisanych przez pierwszych poetów i kronikarzy życie rodzinne opierało się na dwóch zasadach: małżeństwie monogamicznym i dominującej w nim roli ojca. Kobieta, która w czasach kultury minojskiej i mykeńskiej i w pierwszych okresach państwowości greckiej miała jeszcze pewne swobody i dzieliła z mężem jego obowiązki, w epoce klasycznej stała się niewolnicą domowego ogniska. Patronowali mu Hestia, najbardziej łagodna z olimpijskich bogiń, dziewica, która odrzuciła zaloty Posejdona i Apolla i nie dała się zgwałcić na wiejskiej zabawie pijanemu Priapowi.
Dziewczęta ateńskie wychowywane były w zamkniętej części mieszkania przeznaczonej dla kobiet – gineceum i tylko udając się na uroczystości religijne mogły wyjść na zewnątrz. Uczyły się od matki, babki i służących jedynie tego, co musiała umieć przyszła pani domu: gotowania, przędzenia, tkania, ewentualnie również podstawowych wiadomości z rachowania, czytania i muzyki.
Większą swobodę miały dziewczęta spartańskie, którym nawet wolno było uczestniczyć we wspólnych ćwiczeniach z chłopcami.
Plutarch twierdził, że prawodawca Likurg zalecał, by przyzwyczajać młode dziewczęta, podobnie jak młodych chłopców, do pokazywania się nago podczas procesji, do tańczenia i śpiewania w czasie ceremonii religijnych, w obecności i na oczach chłopców. Po osiągnięciu dojrzałości fizycznej, co następowało około 12, 13 roku życia, a najpóźniej po ukończeniu 14, 15 lat dziewczęta ateńskie wychodziły za mąż, a wyboru męża dokonywał ojciec.
Solon wprowadził obszerny system praw, które miały ustalić pozycję wszystkich kobiet w ateńskiej społeczności, przy czym prawodawca odwoływał się do tradycji ich podziału na „grzeczne dziewczynki” i całą resztę. Życie pierwszej z tych grup poddawano coraz większym ograniczeniom – Plutarch pisał: niezamężne dziewczęta muszą być szczególnie strzeżone, kobietom zamężnym przystoi prowadzenie domu i milczenie. Poglądy Solona na kobiety odznaczały się więc klarownością i jednoznacznością: były one albo żonami, albo prostytutkami. Każda kobieta próbująca żyć niezależnie, wszystkie kobiety ubogie, cudzoziemki i niewolnice, które pracowały poza domem, należały do tej drugiej kategorii. W wielu wypadkach to przyporządkowanie miało swoje racje, gdyż kobiety, które nie były modelowymi małżonkami, chcąc zarobić na życie właściwie musiały wybrać prostytucję.
W rezultacie żony i przyszłe żony obywateli ateńskich spędzały niemal całe życie w czymś w rodzaju „aresztu domowego”. Wolno im było wychodzić tylko na pogrzeby lub święta religijne, ewentualnie do teatru (gdzie miały się zachowywać z odpowiednią „skromnością”), w wielu wypadkach nie mogły nawet chodzić na targ – zakupy robili mężczyźni lub niewolnicy. W ateńskim domu kobiety miały przebywać jedynie w pomieszczeniach dla nich przeznaczonych, głęboko z tyłu mieszkania, aby jakiś obcy przez przypadek ich nie zobaczył. Jeśli mężczyzna zapraszał do domu gości, jego żona pod żadnym pozorem nie powinna ich była widzieć, oni także nie mieli jej widzieć, ani słyszeć. Nawet jednak gdyby pozwolono jej na stosunki towarzyskie z wykształconymi mężczyznami z jej klasy, absolutnie nie byłyby w stanie prowadzić z nimi rozmowy. Edukacja ateńskiej małżonki ograniczona była bowiem do gospodarskich umiejętności gotowania, szycia i „prowadzenia domu”. Głębsza wiedza była dla niej zakazana, ponieważ jej posiadanie znamionowało ladacznice.
To fizyczne i intelektualne skrępowanie odpowiadało brakowi jakiegokolwiek znaczenia gospodarczego lub prawnego. Przez całe swoje życie „godna szacunku” kobieta pozostawała pod „opieką” najpierw mężczyzny: najpierw miał nad nią władzę ojciec, potem mąż. Z wyjątkiem posagu, który jej ojciec przekazywał przy okazji zawarcia małżeństwa mężowi, aby ten ją z niego utrzymywał. Ateńska żona nie posiadała nic – ani żadnego majątku, ani prawa dziedziczenia.

## Kultura rzymska
Na pozycję kobiet w kulturze Starożytnego Rzymu znaczny wpływ wywarła ich sytuacja w kulturze etruskiej. Rzymianki były dość wyemancypowane, niezwykle zważano na ich godność, a prawo nakazywało okazywanie im szacunku. Nigdy wcześniej nie było tak wielkiej faktycznej równości między mężczyznami i kobietami.
Kobiety w Rzymie mogły być osobami sui iuris (tj. mieć pełną zdolność prawną; byli jej pozbawieni nawet mężczyźni – dopóki mieli ojca), jeśli nie miały ojca ani nie żyły w małżeństwie cum manu („pełna” forma małżeństwa rzymskiego, w której żona podlega władzy męża lub ewentualnie teścia). W takim wypadku przydzielano im jednak opiekuna; opieka prawna nad kobietami nazywała się tutela mulierum. Ów stan prawnego upośledzenia kobiet krytykował jeden z najważniejszych jurystów rzymskich – Gajusz. W praktyce samodzielność kobiet sui iuris rosła wraz z rozwojem państwa i prawa rzymskiego, a realna rola opiekuna w ich życiu malała, aż na przełomie III/IV w. n.e. tutela mulierum w ogóle wyszła z użycia.
Żona w małżeństwie sine manu (tj. podlegająca władzy nie męża, ale własnego ojca bądź dziadka; ewentualnie pozostająca osobą sui iuris) miała prawo porzucić męża bez wyraźnej przyczyny; jednakże jej zwierzchnik familijny (o ile go miała) również mógł rozwiązać takie małżeństwo nawet bez jej zgody. Generalnie pozycja Rzymianki w małżeństwie była na tle świata antycznego stosunkowo wysoka, przy czym różna w małżeństwie cum manu i sine manu. W tym pierwszym przypadku prawo uznawało ją za córkę swojego męża i siostrę własnych dzieci; postrzegano ją jednak jako panią domu, a nad jej dobrym traktowaniem czuwali cenzorzy oraz krewni samej zainteresowanej. Żonę cum manu można było odtrącić, zaś ona sama tego prawa nie miała. Jeśli kobieta nie chciała przejść ze związku sine manu do cum manu – mogła tego uniknąć. W małżeństwie sine manu pozycja męża również była dominująca (to on podejmował decyzje dotyczące dzieci lub całej rodziny), ale nie aż tak jak w małżeństwie cum manu. Dlatego też ta pod wieloma względami korzystniejsza dla kobiety opcja stawała się coraz bardziej popularna.

## Kultura zachodnia

### Europa barbarzyńców
Wśród „barbarzyńskich” plemion zamieszkujących Europę północną i zachodnią w starożytności i wczesnym średniowieczu, pozycja kobiety była zasadniczo dobra, choć reguły panujące w poszczególnych społeczeństwach różniły się. Ponieważ ich struktura społeczna miała niewielką stratyfikację, ważna była sieć równoległych, horyzontalnych relacji pokrewieństwa. Pokrewieństwo po matce było równie ważne jak po ojcu. Dominującą pozycję mieli w tych społeczeństwach z reguły mężczyźni, kobiety dysponowały jednak silnymi prawami. O tej silnej pozycji świadczą np. takie elementy kultury Celtów jak kuwada.

### Średniowiecze

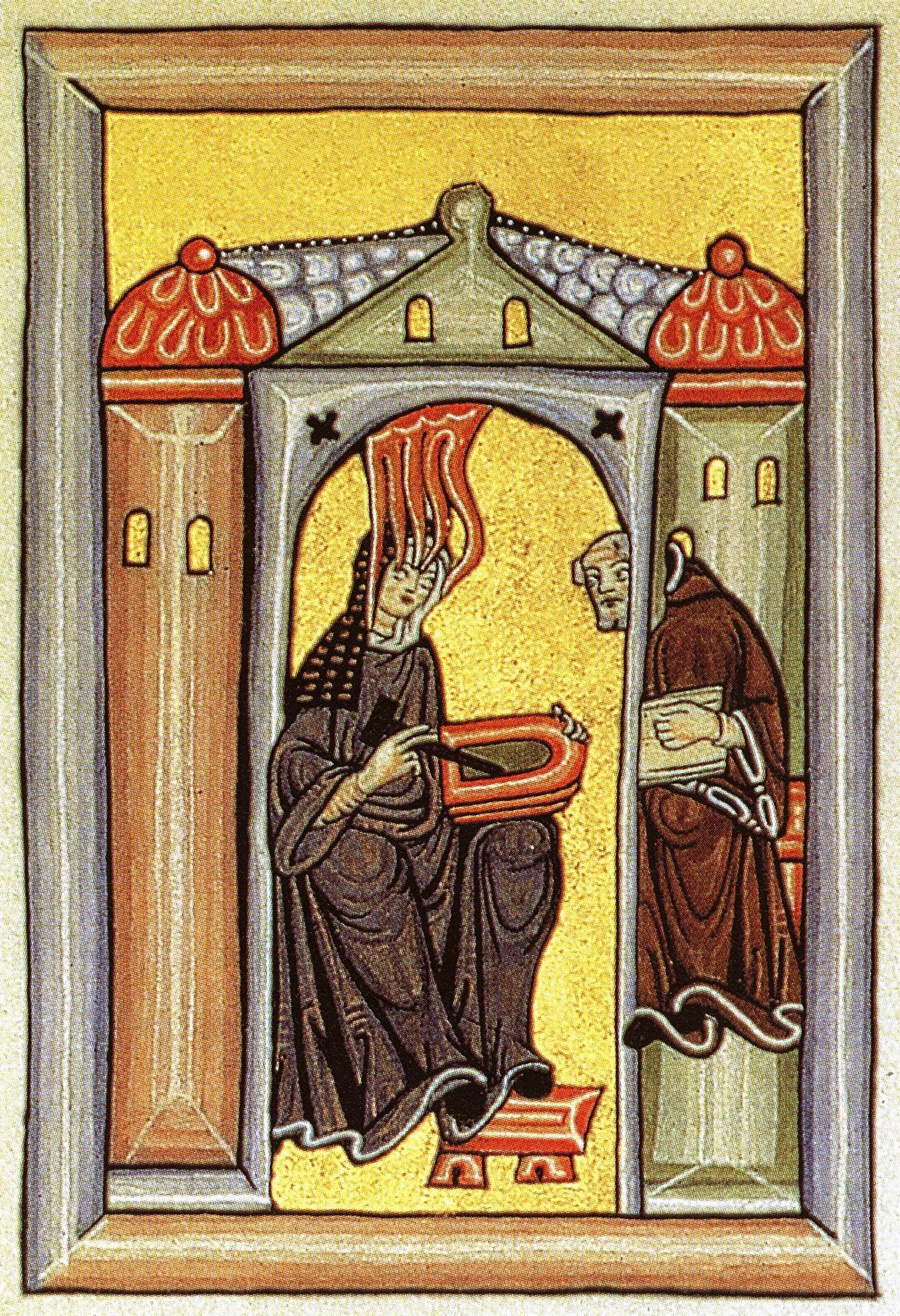
Hildegarda z Bingen

W średniowieczu pozycja społeczna kobiety uległa gruntownemu pogorszeniu, do czego doprowadziło współdziałanie kilku, nawzajem warunkujących się czynników:
- Procesy feudalizacji spowodowały przeniesienie punktu ciężkości z horyzontalnych więzów pokrewieństwa na ich wymiar pionowy. Przykładanie tak dużej wagi do wszystkich krewnych po „mieczu” i „kądzieli” powodowało ryzyko rozdrobnienia własności ziemi. Ważniejsze stało się uproszczone pokrewieństwo w linii prostej, po mieczu – zmniejszało to automatycznie liczbę konkurentów do dziedziczenia ziemi[13],
- Wbrew potocznemu wyobrażeniu kultura średniowieczna była kulturą kultu siły, kulturą która najwyżej ceniła sprawność fizyczną mężczyzny (Aron Guriewicz nazywa ją wprost cywilizacją mężczyzn), co wynikało z dominującej pozycji rycerstwa jako grupy społecznej. Wartości innego rodzaju uległy w ogromnej części społeczeństwa zdeprecjonowaniu[14]
- Ówczesna filozofia i teologia chrześcijańska widziała w kobiecie źródło zła; drzwi, przez które przyszedł Szatan (ianua diaboli)[15].  Kobiety były "nieudanymi mężczyznami" (Albert Wielki[15]), ułomnymi, słabymi i podatnymi na podszepty Złego.
- Lista rzeczy, których zabraniano w średniowieczu kobietom zawiera między innymi noszenie odkrytych włosów[16] czy siedzenie podczas uczty między duchownymi. Regino z Prum, na początku X wieku zabronił wszystkim kobietom śpiewu w kościele[potrzebny przypis]. Ciężarne i miesiączkujące kobiety uchodziły za nieczyste[17][18].

Konsekwencją tego wszystkiego była decydująca utrata prawnej podmiotowości kobiety, o której życiu niemal całkowicie decydowali mężczyźni. Wyjątek stanowiły tylko nieliczne kobiety o bardzo wysokiej pozycji społecznej (np. przypadki regencji matek małoletnich władców). Społeczeństwo średniowieczne stawiało też kobiecie bardzo ostre wymagania w płaszczyźnie moralności seksualnej, za zdradę małżeńską mogła ją czekać w niektórych krajach i okresach nawet kara śmierci, podczas gdy mężczyznom groziły znacznie łagodniejsze kary (np. ogolenie głowy).
W ramach systemu feudalnego (podobnie jak wasal wobec seniora czy poddany wobec pana) wzorowa małżonka musiała: kochać, służyć i doradzać mężczyźnie, któremu ją oddano, i czynić to lojalnie, bez kłamstw. Mąż traktował żonę jak część swoich dóbr. Niektórzy mężowie, którzy jako rycerze, uczestniczyli w wyprawach krzyżowych mieli w zwyczaju zabezpieczać czystość swojej żony poprzez zakucie jej w pas cnoty. Kobiety zawsze były narażone na akty przemocy ze strony mężów. Bicie żon do krwi było swego rodzaju utartym sposobem zachowania.
Chrześcijański zakaz rozwodów utrwalił małżeństwo i dał kobietom poczucie większego bezpieczeństwa. Tym niemniej, niektórzy autorzy krytykują chrześcijaństwo, twierdząc, że w porównaniu z innymi kulturami obniżyło ono pozycję kobiety. Wśród argumentów przedstawia się kwestię nieuznawania kapłaństwa kobiet. Autorzy ci dostrzegają w myśli chrześcijańskiej w ciągu wieków przekonanie o głębokiej niższości córek Ewy, podejrzliwość względem kobiet i podtrzymywanie negatywnych stereotypów, niesprawiedliwość wobec nich i pogardliwą ocenę ich natury, starokawalerską ukrytą formę lęku przed kobietą.
Kościół promował postawę całkowitego wyrzeczenia się przez kobietę swej „diabelskiej” seksualności przez wstępowanie do zakonów, a nawet trwanie przy dziewictwie pomimo zamążpójścia (beatyfikacja Kingi). Jacques Le Goff sugeruje, że do ukrytych przyczyn należała także nierównowaga demograficzna, która powodowała istnienie nadwyżki kobiet w stosunku do mężczyzn, za których można by je wydać.
Stulecia takiej niechęci do kobiet eksplodowały pod koniec epoki w postaci masowych polowań na czarownice.
Paradoksalnie jednym z nielicznych sposobów na jakąś osobistą czy intelektualną niezależność dla ówczesnej kobiety mogło być wstąpienie do klasztoru. Najbardziej znana jest Hildegarda z Bingen, której dzieła poruszały tematykę teologiczną (mistyka), filozoficzną i medyczną. Innymi znanymi mniszkami są Mechtylda z Magdeburga (mistyczka) i Hrotsvitha, poetka łacińska.
Elitarne zjawisko XII-wiecznej amour courtois (miłości dwornej) i otaczania kobiety czcią przez rycerza należy postrzegać jako rodzaj wyrafinowanej stylizacji i wytwornego maskowania tych nierówności, a nie jakąś wyraźną do nich opozycję.

### Nowożytność
Przesunięcia dokonane w społecznym położeniu i postrzeganiu kobiety przez cywilizację zachodu w średniowieczu miały bardzo długotrwałe i szerokie konsekwencje. Do tego stopnia, że nawet europejska medycyna i fizjologia bardzo długo nie potrafiły stworzyć autonomicznych kategorii do opisu anatomii kobiety, do której stosowano pojęcia odnoszące się do mężczyzny. Nawet pochwę opisywano jakby była odwróconym, negatywnym penisem.
Aż do XVIII wieku powszechne było postrzeganie kobiety jako istoty podrzędnej w stosunku do mężczyzny. W wielu społeczeństwach panowało przekonanie, że to ojciec musi sprawować decydującą pieczę nad wychowaniem dzieci, bo matka, jako istota słaba i gorsza, może mieć na nie zły wpływ.
Zarazem jednak kultura najwyższych warstw społecznych uległa w pewnych zakresach okresowej feminizacji (np. rokoko).
Gwałtowne zmiany przyniosła rewolucja francuska. Zaraz po niej rewolucyjne państw, które dążyło do stworzenia lojalności obywatelskiej każdej jednostki bardziej wobec państwa niż wobec jakichkolwiek więzów lokalnych (nie wyłączając rodziny), wprowadziło we Francji całkowite równouprawnienie płci, dając kobietom te same prawa, co mężczyznom. Stan ten trwał jednak zaledwie kilka lat. Jeszcze przed końcem stulecia Francja zdążyła przywrócić ograniczenie praw kobiet.

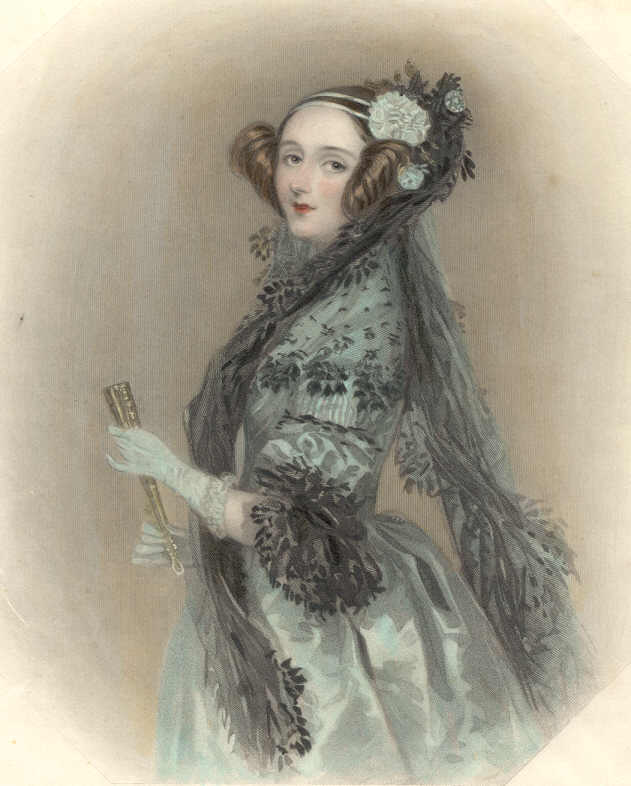
Ada Lovelace, uważana za pierwszą programistkę

Po rewolucji francuskiej prawne położenie kobiety pogorszyło się w stosunku do wieku XVIII. Napoleoński kodeks cywilny pozbawiał kobietę prawa do dysponowania majątkiem, nakazywał całkowite posłuszeństwo mężowi, nie pozwalał na rozwód, i ograniczał zdolność kobiet do występowania przed sądem. Jego postanowienia były rozpowszechnione przy udziale wojsk zdobywającego Europę Napoleona Bonaparte i w niektórych krajach obowiązywały do połowy XX wieku. Kobieta nie miała dostępu do wyższego wykształcenia, burżuazja nie pozwalała również swoim kobietom pracować zawodowo. Pracowały natomiast kobiety z klasy robotniczej (za znacznie mniejsze pieniądze niż mężczyźni), a także chłopki, z wyjątkiem górnych warstw tych klas, które chciały demonstrować swoją nieco lepszą pozycję upodabnianiem się pod tym względem do mieszczaństwa, pokazać, że stać ich na to, żeby żona nie pracowała.
Od przełomu XVIII i XIX wieku datuje się nowy sposób postrzegania różnic między kobietą a mężczyzną: nie w kategoriach jej podrzędności wobec mężczyzny, a w kategoriach opozycji w rodzaju twardość/miękkość, rozum/emocje, publiczne/prywatne. Ma to korzenie w systemie opozycji kartezjańskich, ale ten inwariant, ta konkretna koncepcja wywodzi się z romantyzmu. Odtąd panuje przekonanie o tym, że kobietę, w przeciwieństwie do mężczyzny, cechuje opiekuńczość, empatia, intuicja, ofiarność, moralna przewaga nad mężczyzną, którego demoralizuje sfera publiczna i panująca w niej walka. Większość założeń wywodzących się z tej wizji stanowi podstawę nowoczesnej nauki społecznej Kościoła katolickiego dotyczącej płci.
Wielu badaczy jest zdania, że mimo szczerych intencji romantyków, powyższa zmiana jest próbą ideologicznego uzasadnienia pozbawienia kobiet dostępu do sfery publicznej w tej epoce i definitywnego zamknięcia ich w przestrzeni prywatnej.
W tym okresie zaczynają się pierwsze ruchy feministyczne i tworzenie się ich intelektualnych podstaw (od około roku 1840), począwszy od Anglii i USA.
W Anglii, aż do 1884 roku istniała możliwość sprzedania własnej żony.

### Wiek XX i XXI

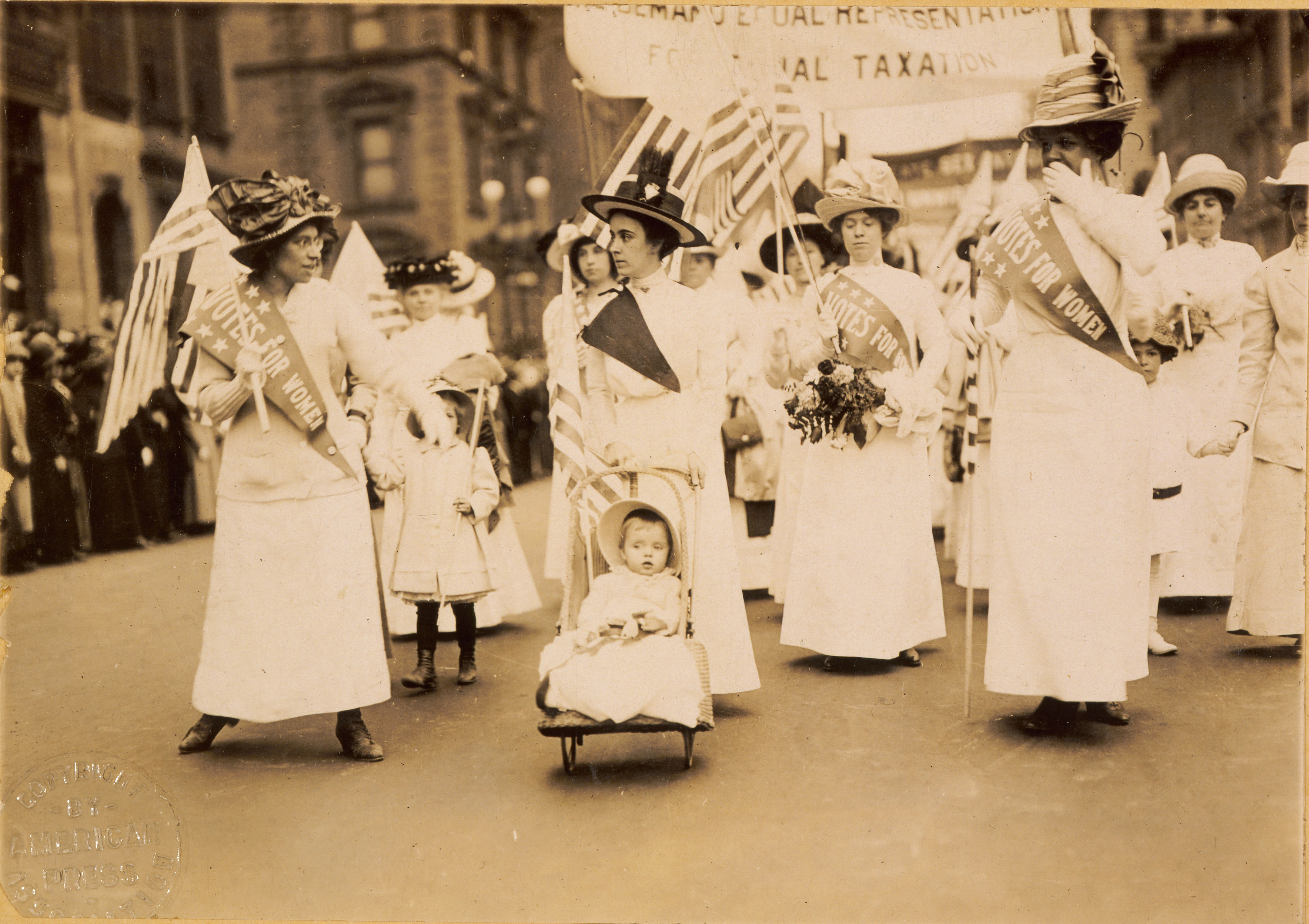
Demonstracja sufrażystek w Nowym Jorku w 1912 r.

Od początku XX wieku narastały na sile ruchy sufrażystek domagających się przyznania kobietom większych praw. W 1906 roku kobiety otrzymały prawo głosu w Finlandii, w 1918 w Wielkiej Brytanii (ale dopiero od 30. roku życia), wraz z powstaniem II Rzeczypospolitej, również w 1918 kobiety otrzymały bierne i czynne prawo wyborcze w Polsce, w 1920 w USA, w 1921 Szwecja wprowadziła powszechne prawo wyborcze, znosząc wszelkie cenzusy, w tym płci, dla wszystkich osób pełnoletnich. Od tego czasu kobiety stopniowo otrzymywały prawo wyborcze w innych krajach.
Kolejne fale ruchów feministycznych dążyły do znoszenia innych nierówności i ograniczeń, zwłaszcza w dostępie do edukacji, pracy i w wysokości wynagrodzenia za pracę, jeszcze bowiem w pierwszych dekadach po II wojnie światowej normą, było płacenie kobietom za tę samą pracę nawet o połowę mniej niż mężczyźnie. Ogromną rolę w inicjowaniu tych ruchów odegrała książka Simone de Beauvoir Druga płeć.
Do dzisiaj, pomimo wprowadzenia w niemal całej Europie i Ameryce Pn. prawnych regulacji, w większości państw nie udało się do końca zwalczyć tych nierówności.

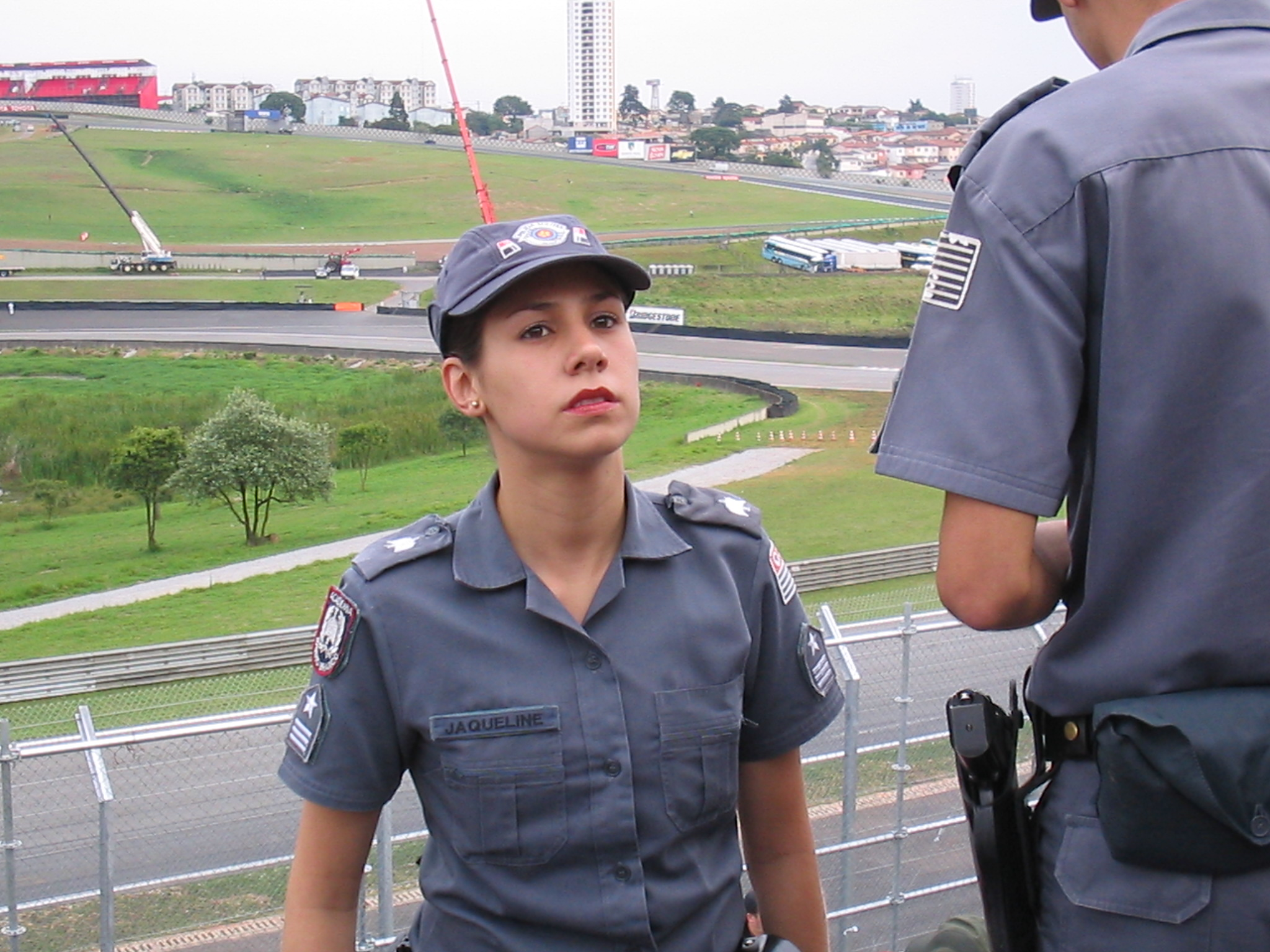
Brazylijska policjantka

Nawet w powiązanych cywilizacyjnie, społecznie i gospodarczo tzw. rozwiniętych społeczeństwach Zachodu pozycja kobiety jest bardzo zróżnicowana.
W Skandynawii wskaźniki obecności kobiet w życiu publicznym, zawodowym, gospodarczym, kulturalnym i religijnym (np. dostęp do funkcji pastora, w Norwegii od 1930, Danii od 1948, Szwecji od 1958 roku) są najwyższe na świecie. Wynika to stąd, że pozycja kobiety w społeczeństwach skandynawskich jest najlepsza w Europie już od średniowiecza. Gdy kobiety w innych społeczeństwach utraciły w tej epoce niemal wszelką podmiotowość prawną, w Skandynawii nadal miały bardzo silną pozycję. Jan Chryzostom Pasek w swoich pamiętnikach podaje wiele przykładów silnej pozycji kobiety w Danii również kilkaset lat później. W epoce nowoczesnej to właśnie od północnej Europy zaczęło się przyznawanie kobietom praw wyborczych (Finlandia – 1906, Norwegia – 1912, Dania i Islandia – 1915, Szwecja – 1921).
Tymczasem we Francji doczekały się one tego w roku 1944, Włoszech w 1946, w Szwajcarii w 1971, Portugalii w 1974 roku.
W zachodnim kręgu cywilizacyjnym zbliżoną do Skandynawii pozycją społeczną cieszą się jeszcze kobiety w krajach anglosaskich i w Holandii. USA jako jedyne na świecie osiągnęły stan całkowicie takich samych wynagrodzeń dla kobiet i mężczyzn na wysokich stanowiskach menadżerskich i kierowniczych, do czego doprowadziła przede wszystkim lawina pozwów sądowych.